# Libro dei morti di Iuefankh
Il Libro dei morti di Iuefankh (o Kitab el-Mayytun di Iuefankh) è un papiro lungo quasi diciannove metri, completamente preservato, che contiene, da destra a sinistra, 165 capitoli del cosiddetto “Libro dei morti”, una raccolta di formule per la guida, la protezione e la resurrezione del defunto (Iuefankh, figlio di Tasheretemenu) nell'Aldilà. È conservato presso il Museo Egizio di Torino (cat. 1791), dove è giunto nel 1824 come parte della Collezione Drovetti.

## Descrizione
Come su ogni Libro dei Morti, anche in questo papiro vi è la famosa scena della Psicostasia o “pesatura dell’anima” (in realtà del cuore), di fronte alla dea della giustizia Maat, di fondamentale valenza per la religione antica egizia. Tutte le formule magiche contenute nel libro sono finalizzate a questo momento, quando il defunto si trova al cospetto di Osiride: al centro della scena c’è una bilancia, su un lato c’è il cuore del defunto, sull’altro la dea Maat sormontata da una piuma, perché lei è leggera come una piuma. Se il cuore sarà più leggero il defunto potrà continuare il suo viaggio verso i Campi di iaru; se sarà più pesante lo attende una creatura mostruosa, la Grande Divoratrice, muso di coccodrillo, parte anteriore di leone, e posteriore di ippopotamo (cioè tre tra gli animali più pericolosi per gli egizi), che è pronta a mangiare il cuore, impedendo al defunto di proseguire verso l’aldilà. Il giudizio avviene sotto gli occhi scrupolosi di Toth, dio della scrittura, che annota tutto sulla sua tavola scrittoria.

## Storia
Il papiro, lungo ben 1847cm, parte del corredo funerario di Iuefankh, giunge a Torino con la collezione Drovetti. Il nome Libro dei Morti fu coniato da Karl Richard Lepsius, studioso tedesco, per indicare l’insieme di formule funerarie che, a partire dal Nuovo Regno, venivano scritte su papiro e incluse nel corredo funerario per guidare il defunto nell’aldilà. In realtà gli antichi egizi lo chiamavano Libro per uscire alla luce del giorno . Grazie alla buona conservazione del papiro, Lepsius poté studiarlo iniziando a classificare il testo in 165 capitoli e creando un canone di riferimento utilizzato ancora oggi.
Lepsius al riguardo pubblicò un'opera che divenne lo standard di riferimento per indicare le singole formule presenti in altri libri dei morti simili e fu così possibile riferirsi ad una specifica formula indicandola con il numero che Lepsius utilizzò proprio su questo splendido reperto. Questo è il motivo per cui questo papiro ebbe una fama internazionale.
Jean François Champollion, che nel 1822 per primo aveva decifrato i geroglifici, chiese a Giulio Cordero di San Quintino, primo direttore dell’Egizio di Torino, di tagliarlo in riquadri da conservare sotto vetro, ma il direttore non gli diede ascolto e oggi possiamo ammirarlo in tutta la sua lunghezza.